# Congo thuộc Bỉ
Congo thuộc Bỉ (tiếng Pháp: Congo Belge, tiếng Hà Lan: Belgisch-Kongo, Nl-Belgisch-Kongo.oggⓘ) là thuộc địa của Bỉ ở Trung Phi, nay là Cộng hòa Dân chủ Congo. Ngày 15 tháng 11 năm 1908, do lâm vào hoàn cảnh bế tắc Vua Leopold II đã từ bỏ quyền kiểm soát Nhà nước Tự do Congo, đồng thời chính thức sáp nhập vào thuộc địa của Bỉ. Mãi đến ngày 30 tháng 6 năm 1960 quốc gia này mới được độc lập.